# AKZO Chemie BV contre Commission des Communautés européennes
AKZO Chemie BV contre Commission des Communautés européennes (1991) est un arrêt de droit de la concurrence de l'UE[Quand ?], concernant le monopole et l'abus de position dominante par le biais de prix d'éviction. 

## Faits
Akzo Chemie BV est une entreprise de produits chimiques, fabriquant principalement du peroxyde de benzoyle. Celui-ci est utilisé pour blanchir la farine et les plastiques. ECS, une entreprise concurrente vendant originellement des peroxyde de benzoyle dans le secteur de la farine chercha à se développer dans le secteur des plastiques. L'entreprise Akzo menaça alors ECS de vendre son peroxyde de benzoyle à des prix inférieurs à ses clients qui les utiliseraient pour blanchir de la farine, tout en maintenant un prix plus élevé pour le peroxyde dont l'utilisation était le blanchissement de plastiques. 
Des documents internes ont montré qu'Akzo avait l'intention de réduire les prix de ses concurrents et qu'elle a également fait d'autres choses pour éloigner les clients d'ECS et persuader l'entreprise de se retirer du marché des blanchisseurs de plastiques. 
La Commission a condamné Akzo à une amende de 10 millions d'euros pour violation de l'article 102 du TFUE, relatif à l'abus de position dominante sur le marché des peroxydes organiques (et non la définition plus large proposée par Akzo). Akzo était présumé dominant avec plus de 50 % des parts du marché des peroxydes organiques entre 1979 à 1982.

## Jugement
La CJUE a estimé qu'une part de marché supérieure à 50 % créait une présomption de position dominante. En se livrant à des prix d'éviction, la CJUE a déclaré qu'Akzo avait violé l'article 102 du TFUE, constituant un abus de position dominante. 